# Myakalurahalli, Hiriyur
Myakalurahalli là một làng thuộc tehsil Hiriyur, huyện Chitradurga, bang Karnataka, Ấn Độ.